# Nave di Kyrenia

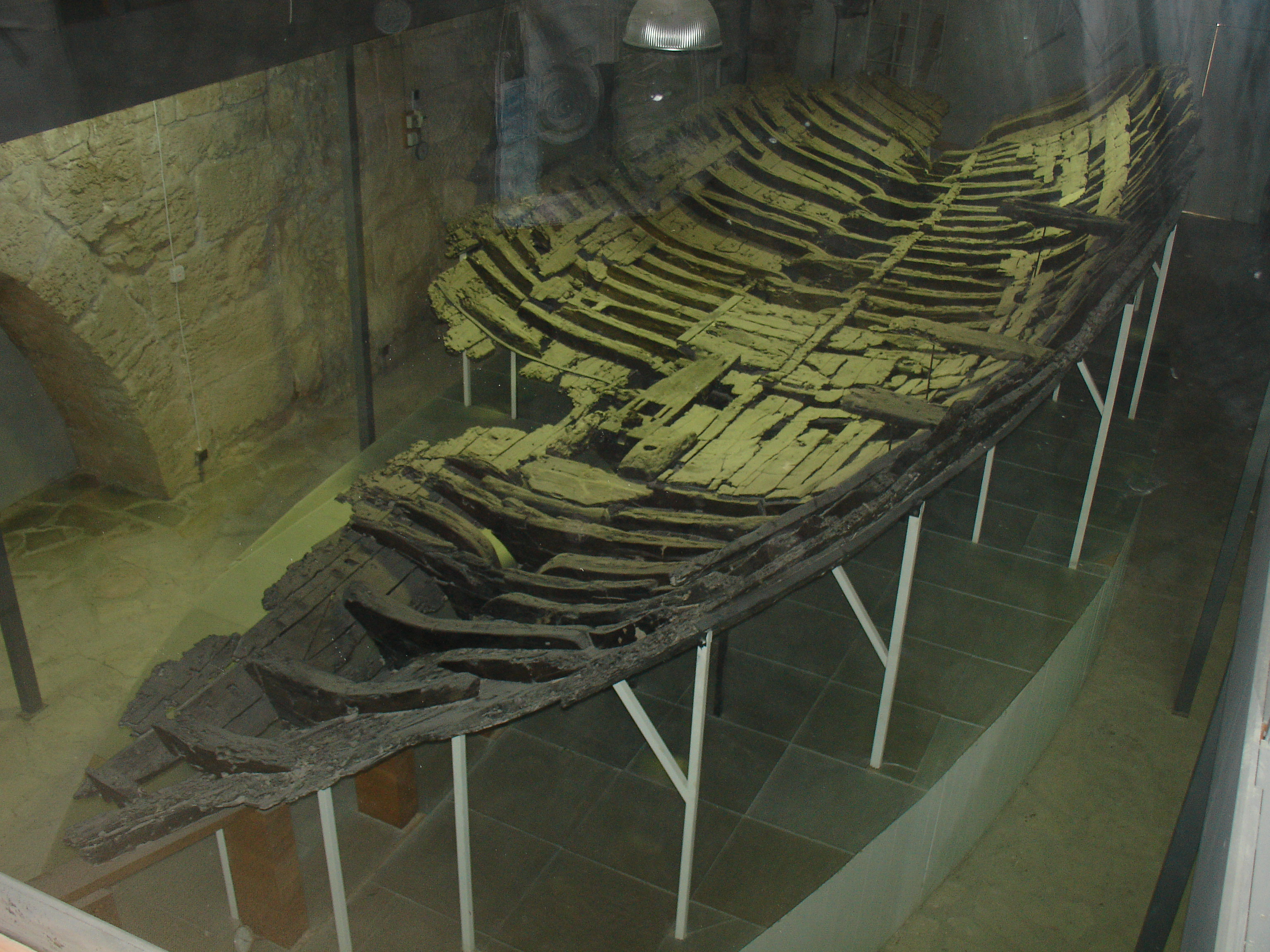
La Nave di Kyrenia

La Nave di Kyrenia è il relitto di una nave mercantile greca del IV secolo a.C. 
La barca solcò il mar Mediterraneo durante il periodo di Alessandro il grande e i suoi successori. Affondò in acque aperte a meno di un miglio dal porto di Kyrenia.

## Scoperta e recupero
Fu scoperta e recuperata sulle sponde greco-cipriote dal subacqueo Andreas Kariolou nel 1967 nei pressi di Kyrenia a Cipro durante una spedizione diretta da Michael Katzev, allora studente dell'Università della Pennsylvania. 
Il recupero dei legni componenti lo scafo della nave è continuato durante l'inverno del 1970. Katzev, in seguito, fu tra i fondatori dell'Institute of Nautical Archaeology. Il ritrovamento fu oggetto di un documentario della National Geographic. Il reperto rappresenta l'unica nave dell'antica Grecia arrivata sino a noi. La nave viene considerata ben conservata per circa il 75 %. È collocata all'interno del Museo dell'antico relitto nel Castello di Kyrenia.
La nave è raffigurata sulle monete cipriote da 10, 20 e 50 centesimi di euro.